# 友情歲月之山雞故事
《友情歲月之山雞故事》，是2000年上映的一部香港电影，内容沿用古惑仔電影本傳中的人物所延伸的故事，导演为叶伟民。主演为陈小春和梁咏琪，其中主要描述洪兴社中山鸡的人生愛情觀。另外在本片開頭中「山雞」與「十三妹」、「韓賓」、「包皮」他們在澳門酒店聊天敘舊時有提及過與林牧師女兒「林淑芬」角色已分手的事，為接下來《勝者為王》的劇情所做鋪墊，「十三妹」與「韓賓」也於本片喜結良緣，結為夫妻。本片是古惑仔外传同时也是《勝者為王》的前傳。

## 演员
| 演員   | 角色名稱    | 備註 |
| ------ | ----------- | --- |
| 陳小春 | 山雞        | 洪興社成員，屯門堂主兼台灣三聯幫毒蛇堂主。                                                                       |
| 梁咏琪 | 駱詠芝      | 駱詠濠姊姊，山雞初戀女友。最後被Chris Chong雇來的殺手槍殺身亡。                                                  |
| 陈柏谕 | 妺珠        | 山雞表嫂的妹妹，在山雞跑路遠走南丫島時與姐姐一同收留山雞。與山雞曾有情愫，最後選擇放手。                         |
| 謝天華 | 大天二      | |
| 朱永棠 | 巢皮        | |
| 林曉峰 | 包皮        | |
| 郑伊健 | 陈浩南      | 客串，洪興社成員，銅鑼灣堂主。在劇中後期於十三妹與韓賓婚禮中出現。                                               |
| 吴君如 | 十三妹      | 客串，洪興社成員，旺角堂主。在此劇中後期與韓賓結連理。                                                           |
| 黄秋生 | 大飛        | 客串，洪興社成員，北角堂主。在此劇中後期十三妹與韓賓婚禮中出現。                                                 |
| 尹揚明 | 韓賓        | 客串，洪興社成員，葵青堂主。在此劇中後期與十三妹結連理。                                                         |
| 楊恭如 | 張美潤      | 客串，十三妹閨蜜好友，在此劇中後期出現。從台灣回來參加十三妹與韓賓婚禮，並結識韓賓。                             |
| 李兆基 | 基哥        | 基哥，洪興社成員，西環堂主。                                                                                     |
| 石修   | Chris Chong | 駱詠芝未婚夫，表面上是商人。實質上是毒販，最後在事發之後離開香港之前被警方拘捕，接著入獄後此時雇殺手槍殺駱詠芝。 |
| 吳志雄 | 大佬Ｂ      | |
| 姜皓文 | 福哥        | |
| 洋     | 于老闆      | |
| 李麗麗 | 金姐        | 駱詠濠之母 |
| 李泳豪 | 駱詠濠      | 駱詠芝的弟弟，山雞兒時的朋友，也是本片的唯一一位旁白的敘事者。                                                   |
| 趙麗貽 | 表嫂        | |
| 李尚文 | 佐治        | |
| 曾嘉浚 | 童年山雞    | |
| 馮皓詩 | 童年駱詠芝  | |
| 李晉緯 | 童年包皮    | |
| 羅錦原 | 童年大天二  | |
| 成展權 | 童年巢皮    | |
| 楊健忠 | 童年駱詠濠  | 十二歲 |
| 譚偉豪 | 童年駱詠濠  | 五歲 |

## 矛盾之處
- 本片開頭中提及過與牧師女兒「林淑芬」角色已分手的事，以作為《勝者為王》的前傳。
- 本片中角色少年時山雞的愛情故事與《古惑仔之人在江湖》第一幕出現的青年山雞在屋村內偷窺行為性格有很大出入。
- 陳浩南在劇中後期於十三妹與韓賓婚禮中出現，並説明與鄧美玲已分手。

## 電影歌曲

### 主題曲
| 歌名         | 演唱者 | 作曲   | 填詞   | 編曲   |
| 〈友情歲月〉 | 陳小春 | 陳光榮 | 劉卓輝 | 陳光榮 |

### 插曲
| 歌名         | 演唱者 | 作曲   | 填詞   | 編曲   |
| 〈無論如何〉 | 陳小春 | 趙增熹 | 陳少琪 | 褚鎮東 |
| 〈撲火〉     | 陳小春 | 陳光榮 | 林夕   | 陳光榮 |